# Амини, Али
Али Амини (прослушатьо файле; перс. علی امینی‎; 12 сентября 1905, Тегеран — 12 декабря 1992, Париж) — иранский государственный и политический деятель, премьер-министр в 1961–1962 годах. В 1950-е годы занимал различные посты в кабинете министров, а с 1947 по 1949 год был членом парламента. 
Амини считался «протеже Соединённых Штатов» и «проамериканским либеральным реформатором».

## Биография
Али Амини родился 12 декабря 1905 года в иранском городе Тегеране во влиятельной семье, его дедом по материнской линии был Мозафереддин-шах Каджар. Его отец Мухсин Амин аль-Давлах был государственным деятелем в период династии Каджаров. После окончания тегеранской средней школы Дар ул-Фунун, Али Амини продолжил изучать право и экономику во французских университетах, сначала в университете Гренобль-Альпы, где он получил степень в области права, а затем получил степень доктора экономических наук в Париже. Его докторская диссертация была посвящена монополии на внешнюю торговлю в Иране. После возвращения в Иран, Али Амини поступил на службу в министерство юстиции, а затем в министерство экономики Ирана. 
С 1956 по 1958 год был послом Ирана в Соединённых Штатах Америки. 

### Премьер-министр
5 мая 1961 года был назначен премьер-министром. На этой должности Али Амини начал проводить первую в истории страны аграрную реформу, что было крайне негативно воспринято шиитскими религиозными деятелями и землевладельцами. В начале 1962 года был награждён Орденом Почётного легиона президентом Франции Шарлем де Голлем. 19 июля 1962 года был снят с должности, на его место назначили Амира Аляма. 

### Революция и эмиграция
В 1979 году после произошедшей в стране Исламской революции Али Амини с семьёй переехал жить во Францию. В 1982 году становится координатором Фронта освобождения Ирана, выступающего за возрождение монархии в Иране. Взаимодействовал с движением НАМИР Шапура Бахтияра.
Али Амини скончался в Париже 12 декабря 1992 года, его жена умерла годом ранее. Их единственный сын Ирадж Амини живёт в Париже.